# Nasva (Käina)
Nasva − wieś w Estonii, w prowincji Hiuma, w gminie Käina.